# Кохару Кусуми
Кохару Кусуми (на японски: 久住 小春) е японска певица, актриса и манекенка.
Родена е на 15 юли 1992 година в Уашима, днес част от Нагаока. През 2005 година е включена в една от водещите идол групи „Морнинг Мусуме“, в която работи до 2009 година, като през този период озвучава и главната героиня в аниме поредицата „Кирарин Реборюшон“. След 2009 година води телевизионни предавания, работи като манекенка и участва в телевизионни и кинофилми.